# Nokia E70
Pour les articles homonymes, voir E70.
Le Nokia E70 est un smartphone de la gamme Série E, annoncé en octobre 2005 et commercialisé en mai 2006 pour un coût d'environ 500 $ avec les prix en juillet 2007 à environ 345 $. Il existe deux modèles de ce téléphone, le E70-1 pour le marché mondial avec tri-bande (900, 1800, 1 900 MHz) GSM et UMTS, et le E70-2 pour les Amériques avec tri-bande (850, 1800, 1 900 MHz) GSM et EDGE. Les deux modèles utilisent la plate-forme S60 3rd Edition sur le dessus de Symbian OS version 9.1.
Le téléphone à la particularité d'avoir deux claviers qui se rabattent.
Le E70 est le successeur des Nokia 6800 série (6800, 6810, 6820 et 6822).

## Caractéristiques
- Système d'exploitation Symbian OS  version 9.1
- Processeur : ARM9 220 MHz
- GSM/EDGE/3G(E70-1)
- 117 × 53 × 22 mm  pour 127 grammes
- Écran de définition 352 × 416 pixels
- Mémoire : 64 Mo extensibles par carte mémoire Mini SD
- Appareil photo numérique de 2 mégaPixels
- Wi-Fi
- Infrarouge
- Bluetooth 2.0  Stéréo
- Vibreur
- DAS : 1,01 W/kg (type RM-10), 0,90 W/kg (type RM-24).